# Inger Husted
Inger Husted (født 1947) er en tidligere dansk atlet medlem af Skive IK og fra 1966 i AGF. Hun blev nummer 17 med 1,60 ved EM i højdespring 1966.
Husted fik sit gennembrud som 15-årig da hun i en holdkamp på Holstebro Stadion forbedrede den danske ungdomsrekord i højdespring ved at slå Skovbakkens Lizzi Andersens gamle rekord fra 1956 på 1,58 med en centimeter. Året efter vandt hun sin første DM-medalje.

## Danske mesterskaber
- Sølv 1967 Længdespring 5,56
- Bronze 1966 Højdespring 1,60
- Guld 1964 Højdespring 1,58
- Bronze 1963 Højdespring 1,58

## Personlige rekorder
- Højdespring: 1,70 1967